# ETC (chilenischer Fernsehsender)
ETC (früher etc... TV oder einfach etc TV ohne Punkte geschrieben) ist ein chilenischer Bezahlfernsehkanal. Die Zielgruppe sind Kinder und Jugendliche. ETC hat sich als einer der ersten Kanäle Lateinamerikas auf Anime spezialisiert.

## Geschichte
Am 1. August 1996 wurde TV von Hernán Schmidt Fuentes gegründet. Sein kaufmännischer Leiter wurde Claudio Araos. Ebenso lud Schmidt junge Absolventen von Kunst- und Kommunikationsschulen ein, sich an dem Projekt zu beteiligen. Die Betriebszentrale befand sich im Gebäude des World Trade Center Santiago in der Gemeinde Las Condes.
Im Dezember 1996 usw. wurde TV nicht mehr exklusiv für Metropolis Intercom angeboten und trat in VTR Cablexpress ein.
In seinen Anfängen nahm der Sender von 8:00 bis 22:00 Uhr westliche Zeichentrickfilme in sein Programm auf, ab 22:00 Uhr auch Serien und nicht animierte Filme mit Familien- oder Erwachsenenorientierung wie Gilligans Insel oder Cuentos de la cripta. Der Nachtblock für Erwachsenenprogramme verschwand und Anime gewann immer mehr Platz im Programm, darunter unter anderem Serien wie Dragon Ball, Sailor Moon und Los Caballeros del Zodiaco.
Im Dezember 1998 brachte der Sender in Zusammenarbeit mit der Plattenfirma Warner Music Chile eine CD und eine Musikkassette heraus, die die Eröffnungs- und Schlusslieder der Anime-Serie von etc...TV enthielten. Es war eine Doppel-CD, auf der ersten waren die gesungenen Versionen des Eröffnungs- und Schlussthemas; im zweiten nur die Titellieder, aber in einer Karaoke-Version. Ein zweiter Band erschien im Dezember 2000 mit weiteren Themen aus Anime-Serien wie Mikami und Kitaro und enthielt auch Themen aus nicht-japanischen Serien wie Blinky Bill und Denver, der letzte Dinosaurier.
Ab 1999 zensierte der Sender bestimmte Szenen der von ihm ausgestrahlten Serie und entfernte Szenen, die als im Widerspruch zur geltenden Moral erachtet wurden. Dies wurde in den Serien Sailor Moon, Ranma 1/2 und Los Caballeros del Zodiaco deutlich, die gleichzeitig vom Sender und von Chilevisión im offenen Fernsehen ausgestrahlt wurden.
Anfang 2000 starteten sie die Website etc...net (heute etc.cl ), die neun Monate nach ihrer Gründung die Marke von zwei Millionen Besuchern erreichte und in diesem Zeitraum zur meistbesuchten Website Chiles wurde. Es wurden ganztägig Zeichentrickfilme japanischen Ursprungs ausstrahlt. Erst später wurden wieder einige amerikanische Serien in das Programm aufgenommen und war kein reiner Anime-Sender mehr.
Im Januar 2001 erwarb das Unternehmen ETC...Medios neue digitale Technologie für die Entwicklung seiner Website und für den Ersatz der Übertragungsausrüstung des Senders und blieb damit an der Spitze der computergestützten Übertragungstechnologie. Ab 2009 erreicht das Fernsehen das ganze Land über VTR Digital TV und auch über Satellit.
Gegen Ende 2009 erwarb Mega 70 % der Anteile des Gründungspartners Hernán Schmidt, sodass die Eigentümerstruktur bei 30 % Hernán Schmidt und 70 % Mega verblieb. Nach dem Eigentümerwechsels begann die Ausstrahlung des Mega Kids-Blocks und ein Vorschulblocks. Am 2. August 2010 erschien Yu-Gi-Oh! 5D’s.
Juan Luis Alcalde, General Manager von Mega, hat seit 2011 ein ehrgeiziges Projekt für den Sender organisiert, um als erster in Chile seine Programme in 3D auszustrahlen. Im November 2011 verpflichtete man sich zum Umweltschutz und wurde der erste Kindersender der Welt, der seinen CO2-Fußabdruck neutralisierte (zertifiziert von der Carbon Neutral Company).
Am 14. Juli 2014 startete ETC TV einen neuen Block, der Serien wie Doraemon, Slam Dunk, Detective Conan, Dragon Ball oder auch Sailor Moon ausstrahlte.
Am 5. Oktober 2015 änderte sich das Image des Senders radikal: Nach fast 19 Jahren wandelte sich das klassische Unternehmensimage zu einem neuen, das sich an ein jugendliches Publikum richtete und einen neuen Schwerpunkt auf die orientalische Kultur legte. Er wurde zu ETC und zog am 1. Juli 2016 an seine neue Adresse im Mega-Gebäude um.
Am 22. August 2016 feiert die Sendung „Free to Play“ Premiere, in der es um Videospiele, Anime, Popkultur und andere Themen geht, bei denen es auch Interviews mit verschiedenen Personen aus den genannten Bereichen gibt.
Am 21. April 2017 erwarb Mega die Anteile von Hernán Schmidt am Sender und wurde alleiniger Eigentümer und änderte noch im selben Jahr sein Seitenverhältnis von 4:3 auf 16:9 und stellte auf Breitbildprogrammierung um. Im Mai 2018 startete ETC in High Definition und erwarb Übertragungsrechte für verschiedene E-Sport-Wettbewerbe, wie die League-of-Legends-Weltmeisterschaft und weitere Turniere wie von Free Fire oder auch Valorant.
Am 1. März 2021 hatte der Sender die Premiere mit Animes Shingeki no Kyojin, Super Agent Cobra und Doramas Emergency Couple.
Vom 29. Mai bis August desselben Jahres wurde in Zusammenarbeit mit Mega und Discovery das FIFA 21- E-Sport-Turnier „Mega Game 2021“ übertragen.
Am 1. April 2022 fügte Entel den Kanal über die Frequenz 15.22 zu seiner Satellitenplattform hinzu.

## Programmblöcke
Doramas Block: Block, der koreanische Serien ausstrahlt. Die Ausstrahlung erfolgt montags bis freitags nachmittags und abends.
#NocheÑoñaETC: ein Nachtblock, in dem die wichtigsten Programmserien sowie symbolträchtige klassische Animes des Senders gezeigt werden. Die Ausstrahlung erfolgt von Montag bis Freitag von der Nacht bis zum Morgengrauen.
Mundo ETC: Dies ist ein Segment, in dem Eröffnungen verschiedener Serien ausgestrahlt werden, die auf dem Sender ausgestrahlt wurden. Es wird im Morgengrauen sowie während Free To Play und Noche Ñoña ausgestrahlt.
CinemAnime: ein Block, der Anime-Filme streamt. Die Ausstrahlung erfolgt von Samstag auf Sonntagabend.